# Liparochrus infantus
Liparochrus infantus är en skalbaggsart som beskrevs av Rudolph Petrovitz 1963. Liparochrus infantus ingår i släktet Liparochrus och familjen Hybosoridae. Inga underarter finns listade i Catalogue of Life.